# Assedio di Smolensk (1654)
L'assedio di Smolensk fu un attacco delle forze russe e cosacche su Smolensk. 
Smolensk, che era stata sotto il controllo polacco-lituano dal 1404–1514 e che nuovamente era ritornata tale nel 1611 dopo un assedio durato due anni, venne assediata dall'esercito russo nel giugno del 1654. La guarnigione polacca della città (comandata dal voivoda di Smolensk, Filip Obuchowicz) sperava di ottenere rinforzi dall'esercito di Janusz Radziwiłł che si trovava ad Orša. La situazione peggiorò quando Radziwiłł subì una sconfitta dal principe Jakov Čerkasskij nella battaglia di Škloŭ. A settembre, la guarnigione polacca si accordò per lasciare la città dopo aver ottenuto un salvacondotto. La guarnigione lasciò Smolensk e consegnò le proprie armi e le proprie bandiere ai russi prima di fare ritorno nel territorio della confederazione. Un numero significativo di proprietari terrieri, ad ogni modo, preferì rimanere nelle proprie proprietà e divenire suddito dei russi.